# FC Naftan Navapolatsk

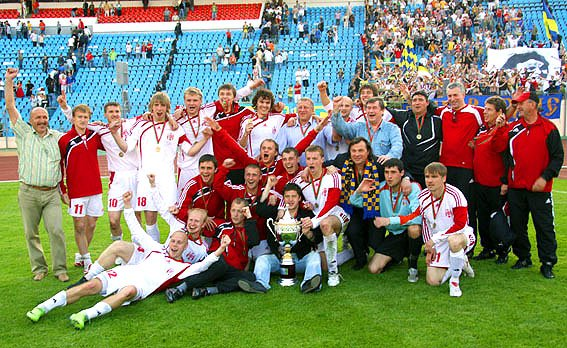
Winnaar van de Wit-Russische voetbalbeker 2009

FC Naftan Navapolatsk (Wit-Russisch: Нафтан Наваполацак, Russisch: Нафтан Новополоцк, Naftan Novopolozk) is een in 1963 opgerichte voetbalclub uit Navapolatsk, oblast Vitebsk in Wit-Rusland. De club speelde in de Opperste liga. In 1995 nam de club de naam Naftan-Devon Novopolatsk aan, om in 1999 weer terug te keren tot de oorspronkelijke naam. In het seizoen 2002 speelde de club in de Persjaja Liga maar keerde direct terug op het hoogste niveau. In 2017 degradeerde de club andermaal.

## Erelijst
- Wit-Russische voetbalbeker (2): 2009, 2012
- Persjaja Liha (2): 1995, 2022

## In Europa
#Q = #kwalificatieronde, T/U = Thuis/Uit, W = Wedstrijd, PUC = punten UEFA coëfficiënten .
Uitslagen vanuit gezichtspunt FC Naftan
| Seizoen | Competitie    | Ronde | Land            | Club               | Totaalscore | 1e W    | 2e W    | PUC |
| ------- | ------------- | ----- | --------------- | ------------------ | ----------- | ------- | ------- | --- |
| 2009/10 | Europa League | 2Q    | Vlag van België | KAA Gent           | 2-2 (u)     | 2-1 (T) | 0-1 (U) | 1.0 |
| 2012/13 | Europa League | 2Q    | Vlag van Servië | Rode Ster Belgrado | 6-7         | 3-4 (T) | 3-3 (U) | 0.5 |

Totaal aantal punten voor UEFA coëfficiënten: 1.5